# Rémi Dall'Anese
Vous pouvez aider à l'améliorer ou bien discuter des problèmes sur sa page de discussion.
- Il ne cite pas suffisamment ses sources. Vous pouvez indiquer les passages à sourcer avec {{référence nécessaire}} ou {{Référence souhaitée}}, et inclure les références utiles en les liant aux notes de bas de page. (Marqué depuis avril 2024)
- Son contenu est rédigé entièrement ou presque à partir d'une seule source. N'hésitez pas à modifier cet article pour améliorer sa vérifiabilité en apportant de nouvelles références dans des notes de bas de page. (Marqué depuis avril 2024)
- Certaines informations devraient être mieux reliées aux sources mentionnées dans la bibliographie ou les liens externes. Améliorez sa vérifiabilité en les associant par des références. (Marqué depuis avril 2024)

- Archive Wikiwix
- Bing
- Cairn
- DuckDuckGo
- E. Universalis
- Gallica
- Google
- G. Books
- G. News
- G. Scholar
- Persée
- Qwant
- (zh) Baidu
- (ru) Yandex
- (wd) trouver des œuvres sur Wikidata

Rémi Dall'Anese était un bassiste français (né à Nancy le 12 décembre 1956, mort à Agen 3 septembre 2010). 
Il fut l'un des premiers bassistes français à jouer sur une basse fretless, une Fender Jazz Bass, et également à jouer successivement sur des basses à 5 puis à 6 cordes. Reconnu par les plus grands comme l'un des meilleurs bassistes internationaux de sa génération, Rémi a influencé les courants de jeu de bon nombre de ses confrères et a su développer un style de jeu très novateur à son époque, et ce tout au long de sa carrière.

## Notice biographique
Fils du saxophoniste Gilbert Dall'Anese et frère ainé du compositeur Marc Dall'Anese, il a accompagné divers artistes tels que Johnny Hallyday (pour les fameux show sur le Porte-avions Foch, le Pavillon de Paris en 1979 et la tournée qui a suivi en 1980) ou encore Claude Nougaro sur l'album Ami Chemin en 1983 et en tournée, ainsi que d'autres artistes tels que Michel Polnareff lors d'une tournée au Japon en 1979, Maxime le Forestier, Jeanne Mas, Catherine Lara, Francis Lalanne, les groupes Tsunami, Selva, ou Godchild. Atteint de la maladie de Charcot, il décède de sa maladie le 03 septembre 2010 à 01h08[réf. nécessaire].

## Discographie
- Godchild (1975)
- Benoît Widemann Tsunami (1979)
- Générique de la série Dallas (1979)
- Johnny Hallyday Pavillon de Paris (1979)
- Claude Nougaro Ami Chemin (1983)

## Ouvrages
En juin 2010, il publie 2 ouvrages :
- 108 petites histoires pour réfléchir
- Le Grand M ou la quête de Kundi Lina